# Техеран 43
Техеран 43 (Teheran 43 / Тегеран-43) е филм от 1981 г., копродукция на СССР, Франция и Швейцария.
- Режисьори: Александър Алов, Владимир Наумов
- Актьори:
  - Наталия Белохвостикова
  - Игор Костолевски
  - Ален Делон
  - Клод Жад
  - Армен Джигарханян
  - Алберт Филозов
  - Курд Юргенс

## Сюжет
Внимание:  Текстът по-долу разкрива сюжета на произведението (или части от него)!
Действието се развива през 1980 г. На търг в Лондон са изнесени материали, които хвърлят светлина върху опита за покушение срещу Рузвелт, Сталин и Чърчил по време на срещата им в Техеран през 1943 г. Продавачът е пряк участник в събитията – наемният убиец Макс Ришар (Армен Джигарханян), вербуван от ръководителя на операцията Шернер (Алберт Филозов). Тайнствен стрелец се опитва да убие Ришар, а копията на документите са изтръгнати от ръцете на адвоката му Льогран (Курд Юргенс). По следите на престъплението тръгва френският инспектор Фош (Ален Делон). Макс е в компанията на Франсоаз (Клод Жад), жена, която му умело и елегантно подставена от днешни терористи.